# 清水健佑
清水 健佑（しみず けんすけ、12月30日 - ）は、日本の男性声優。大阪府出身。青二プロダクション所属。

## 略歴
大阪芸術大学放送学科声優コース卒業。

## 人物
趣味には映画鑑賞、ラーメン屋巡り、散歩、デザインTシャツ収集、ゲーム、美味しいもの巡り、銭湯巡りを挙げている。
特技には柔道（二段）、アクションをそれぞれ挙げている。方言は関西弁。

## 出演
太字はメインキャラクター。

### テレビアニメ
2018年
- ちびまる子ちゃん（2018年 - 2024年、漫才師、行商人、高校生、釣具店店主、スタッフ 他）
- バキ（チンピラ）

2019年
- 名探偵コナン（警官）
- 賢者の孫（魔人）
- ONE PIECE（2019年 - 2025年、炭酸兵、海賊、ミハール、UK、リサイクルワン 他）
- Z/X Code reunion（オリハルコンティラノ）

2020年
- pet（チョウの部下）
- けだまのゴンじろー（客）
- 神之塔 -Tower of God-（デオード）
- アラド:逆転の輪（研究員）
- とある科学の超電磁砲T（男性）
- 恋とプロデューサー〜EVOL×LOVE〜（放送）
- 魔女の旅々（門兵C）

2021年
- ドラえもん（テレビ朝日版第2期）（郵便局員）
- たとえばラストダンジョン前の村の少年が序盤の街で暮らすような物語（男A）
- 86-エイティシックス-（兵士、管制官） - 2シリーズ
- アイドリッシュセブン Third BEAT!（スタッフ）
- 見える子ちゃん（社会教師）

2022年
- ダンジョンに出会いを求めるのは間違っているだろうかIV 新章 迷宮篇（男神）

2023年
- 便利屋斎藤さん、異世界に行く（ドンバイン、冒険者）
- 贄姫と獣の王（御者、兵士B）
- 無職転生 II 〜異世界行ったら本気だす〜（マスター）
- ホリミヤ -piece-（店員）
- 婚約破棄された令嬢を拾った俺が、イケナイことを教え込む（兵士、魚人）
- 陰の実力者になりたくて! 2nd season（若手官司）

2024年
- 愚かな天使は悪魔と踊る（MC）
- 僕の心のヤバイやつ（サラリーマンA）
- 悪役令嬢レベル99 〜私は裏ボスですが魔王ではありません〜（犯人）
- 転生したらスライムだった件（五大老A）
- 異世界スーサイド・スクワッド（銀行員）
- ザ・ファブル（住人C）
- トリリオンゲーム（男性客）
- SHIBUYA♡HACHI（2024年 - 2025年、会社員、お巡りさん、老人） - 2シリーズ
- ドラゴンボールDAIMA（バーテンダー、老魔人、魔人）
- アサティール2 未来の昔ばなし（2024年 - 2025年、市民、商人、ユーニスの父、お爺さんの息子、衛兵 他）
- 逃走中 グレートミッション（2024年 - 2025年、看守）

2025年
- 殿と犬（旦那、絵師、家臣B、対戦相手の男） - 4バージョン共通
- 異修羅（村人）
- SAKAMOTO DAYS（客、受験生） - 2シリーズ
- 九龍ジェネリックロマンス（通行人）
- 追放者食堂へようこそ!（カリトバ）

### 劇場アニメ
- ONE PIECE STAMPEDE（2019年）
- ONE PIECE FILM RED（2022年）

### Webアニメ
- 月曜日のたわわ2（2021年、アナウンス、男子生徒、空港の男性客、牧場のお客さん）
- スポGOMI まちの絆づくり編（2023年、日本財団司会進行）
- 境界戦機 極鋼ノ装鬼（2023年、ヒヌカン隊員）

### ゲーム
2018年
- ブレイドエクスロード（マクシミリアン）
- GOD EATER RESONANT OPS（ジョッシュ・バーン）

2019年
- かくりよの門-朧-（語り部、遣いの陰陽師、がしゃどくろ）
- Z/X Code OverBoost（オリハルコンティラノ）
- ペルソナ5 ザ・ロイヤル

2020年
- ONE PIECE 海賊無双4（海軍司令官2、海兵2・5）

2023年
- ONE PIECE ODYSSEY
- OCTOPATH TRAVELER II
- ゼノブレイド3
- ドラゴンボールZ カカロット
- 龍が如く7外伝 名を消した男

2024年
- ORE'N（古神ナガスネ、トミノナガスネビコ）

### 吹き替え

#### 映画
- エクストリーム・ジョブ（ジェフン〈コンミョン〉[28]）

#### ドラマ
- 宇宙船レッド・ドワーフ号（ラスティ〈ジェームズ・バックリィ〉[29]）
- ブリジャートン家（コリン・ブリジャートン〈ルーク・ニュートン〉）
- ロシアン・ドール: 謎のタイムループ（フェラン〈リテッシュ・ラジャン（英語版）〉）

### オーディオブック
- 婚活マエストロ（2024年、隆平[30]）

### デジタルコミック
- 空っぽ聖女として捨てられたはずが、嫁ぎ先の皇帝陛下に溺愛されています（2024年、男性 他[31]）

### ナレーション
- 地獄のロボットデスマッチ 六本木クラッシャー
- 青春バンドワゴン Lilac from 恋ステ
- ソノサキ〜知りたい見たいを大追跡!〜（テレビ朝日）
- チート〜詐欺師の皆さん、ご注意ください〜（番宣ナレーション）
- にっぽん酒処めぐり
- わたしの部屋に来ませんか?〜恋は自粛してられない!〜

### ボイスオーバー
- 世界一受けたい授業
- 世界が驚いたニッポン! スゴ〜イデスネ!!視察団
- 世界くらべてみたら
- 世界の国境を歩いてみたら…
- 世界まる見え!テレビ特捜部

### 朗読劇
- タイキマニアプロデュースVol.7 朗読劇『タチヨミ-第四巻-』 もう一度あなたの声が聞きたくて…（2018年1月17日、小劇場B1）[32]

### その他コンテンツ
- 聞く、演じる!日本昔のおはなし 第一巻（主演）[33]

### シリーズ一覧
1. ↑  第2クール（2024年）、第3クール（2025年）
2. ↑  『殿と犬〜わんわん!〜』『殿と犬〜ぽてぽて!〜』『殿と犬〜くんくん!〜』『殿と犬〜もふもふ!〜』
3. ↑  第1クール（2025年）、第2クール（2025年）